# Serie Mundial de 1927
La Serie Mundial de 1927 fue disputada entre Pittsburgh Pirates y New York Yankees.
Los New York Yankees resultaron ganadores al vencer en la serie por 4 partidos a 0.

## Desarrollo

### Juego 1
| Equipo     | 1 | 2 | 3 | 4 | 5 | 6 | 7 | 8 | 9 | C | H | E |
| ---------- | - | - | - | - | - | - | - | - | - | - | - | - |
| New York   | 1 | 0 | 3 | 0 | 1 | 0 | 0 | 0 | 0 | 5 | 6 | 1 |
| Pittsburgh | 1 | 0 | 1 | 0 | 1 | 0 | 0 | 1 | 0 | 4 | 9 | 2 |

LG: Waite Hoyt (1–0)  LP: Ray Kremer (0–1)  SV: Wilcy Moore (1)  

### Juego 2
| Equipo     | 1 | 2 | 3 | 4 | 5 | 6 | 7 | 8 | 9 | C | H  | E |
| ---------- | - | - | - | - | - | - | - | - | - | - | -- | - |
| New York   | 0 | 0 | 3 | 0 | 0 | 0 | 0 | 3 | 0 | 6 | 11 | 0 |
| Pittsburgh | 1 | 0 | 0 | 0 | 0 | 0 | 0 | 1 | 0 | 2 | 7  | 2 |

LG: George Pipgras (1–0)  LP: Vic Aldridge (0–1)  

### Juego 3
| Equipo     | 1 | 2 | 3 | 4 | 5 | 6 | 7 | 8 | 9 | C | H | E |
| ---------- | - | - | - | - | - | - | - | - | - | - | - | - |
| Pittsburgh | 0 | 0 | 0 | 0 | 0 | 0 | 0 | 1 | 0 | 1 | 3 | 1 |
| New York   | 2 | 0 | 0 | 0 | 0 | 0 | 6 | 0 | X | 8 | 9 | 0 |

LG: Herb Pennock (1–0)  LP: Lee Meadows (0–1)  
HRs:  NYY – Babe Ruth (1)

### Juego 4
| Equipo     | 1 | 2 | 3 | 4 | 5 | 6 | 7 | 8 | 9 | C | H  | E |
| ---------- | - | - | - | - | - | - | - | - | - | - | -- | - |
| Pittsburgh | 1 | 0 | 0 | 0 | 0 | 0 | 2 | 0 | 0 | 3 | 10 | 1 |
| New York   | 1 | 0 | 0 | 0 | 2 | 0 | 0 | 0 | 1 | 4 | 12 | 2 |

LG: Wilcy Moore (1–0)  LP: Johnny Miljus (0–1)  
HRs:  NYY – Babe Ruth (2)
|                                                          |
| Campeón de las Grandes Ligas New York Yankees 2.º título |